# Every Day (canción de Eric Prydz)
«Every Day» es una canción del DJ y productor sueco Eric Prydz. Cuenta con la colaboración del vocalista John Ciafone, aunque no aparece en los créditos. Fue lanzado como sencillo en formato digital el 22 de octubre de 2012 por Virgin Records. La canción llegó al número 61 en Países Bajos. Un EP incluye versiones remixadas por el noruego Fehrplay y por el productor de drum and bass Andy C. Además contiene un mash up titulado "We Are Mirage", que combina las voces de We Are the People de Empire of the Sun con "Mirage", una producción lanzada bajo su alias Pryda.

## Lista de canciones
| Descarga digital |                                                  |          |  |
| N.º              | Título                                           | Duración |  |
| 1.               | «Every Day»                                      | 6:44     |  |
| 2.               | «We Are Mirage» (Eric Prydz & Empire of the Sun) | 6:20     |  |
| 3.               | «Every Day» (Andy C)                             | 4:35     |  |
| 4.               | «Every Day» (Fehrplay Remix)                     | 7:01     |  |

## Listas
| Lista (2012-13)                             | Mejor posición |
| ------------------------------------------- | -------------- |
| Australia (ARIA Club Chart)                 | 2              |
| Bélgica (Flandes) (Ultratip Bubbling Under) | 5              |
| Bélgica (Valonia) (Ultratip Bubbling Under) | 29             |
| Eslovaquia (Rádio Top 100)                  | 32             |
| Estados Unidos (Hot Dance Club Songs)       | 3              |
| Países Bajos (Mega Single Top 100)          | 61             |